# Церковь Святого Петра (Печоры)
Церковь Святого Петра (кирха Святого Петра, Петровская церковь; эст. Peetri kirik) — евангелическо-лютеранский храм в городе Печоры Псковской области. Относится к Северо-Западному пробству Евангелическо-лютеранской церкви Европейской части России. Примечательно то что строительством кирхи в 1926—1929 годах в независимой Эстонской республике занимались русские по происхождению архитекторы Подчекаев и Зубченков.

## История
В конце XIX века Печоры нуждались в постройке лютеранской церкви, поскольку помимо православных русских и сету в городе проживала и эстонская община. Началу развития лютеранства в Печорах поспособствовал эстонский школьный учитель Карл Пютсепп. В 1897 году на окраине Печор в своей школе он стал проводить первые богослужения.
В 1904 году здание эстонской школы было освящено и там начали постоянно проводиться богослужения. Вскоре в деревне Пачковка, на окраине города, был приобретён участок земли для строительства лютеранской часовни, которая была освящена в 1910 году настоятелем церкви из города Вастселийна Е.Махром.
Число прихожан всё росло и здание школы стало тесным. Из-за этого пришли к идее построить церковь. Стал проводиться сбор средств на капитальное строительство. Было собрано в общей сложности около 400 рублей, но смутные времена превратили капитал в ноль. Из-за этого идея о строительстве церкви была временно отброшена. Потом появились новые идеи в среде прежних деятелей, во главе которых встал настоятель церкви в городе Вастселийна Н. Аунвердт. 6 февраля 1921 года работа продвинулась настолько далеко, что прихожане Печор смогли выбрать для себя на пленарном заседании руководство, председателем которого был избран Р. Koсенберг, а его помощником — господин Б. Карлссон.
Следующим председателем прихода Печор был избран К. Герхвальд. Идея строительства здания церкви зашла настолько далеко, что городская управа выделила участок земли, после этого советом начал составляться план строительства.
11 ноября 1921 года епископ Якоб Кукк заложил краеугольный камень первой строящейся на границе Эстонии церкви лютеранской веры. Несмотря на все трудности 19 сентября 1926 года на южной окраине Эстонии была освящена Печорская евангелическая лютеранская церковь Святого Петра.
Несмотря на долги, был заказан новый орган стоимостью 1 миллион марок. В итоге на возведение церкви Святого Петра было потрачено около 9 миллионов марок.

## Наши дни
В настоящее время община принадлежит Евангелическо-лютеранской церкви России. Богослужения на эстонском языке проводит пастор Евангелическо-лютеранской церкви Эстонии Андрес Мяэвере. Кроме того, храм использует для богослужений община Евангелическо-лютеранской церкви Ингрии.
Также в тёплое время года в церкви регулярно проходят концерты органной и вокальной духовной музыки.

## Галерея

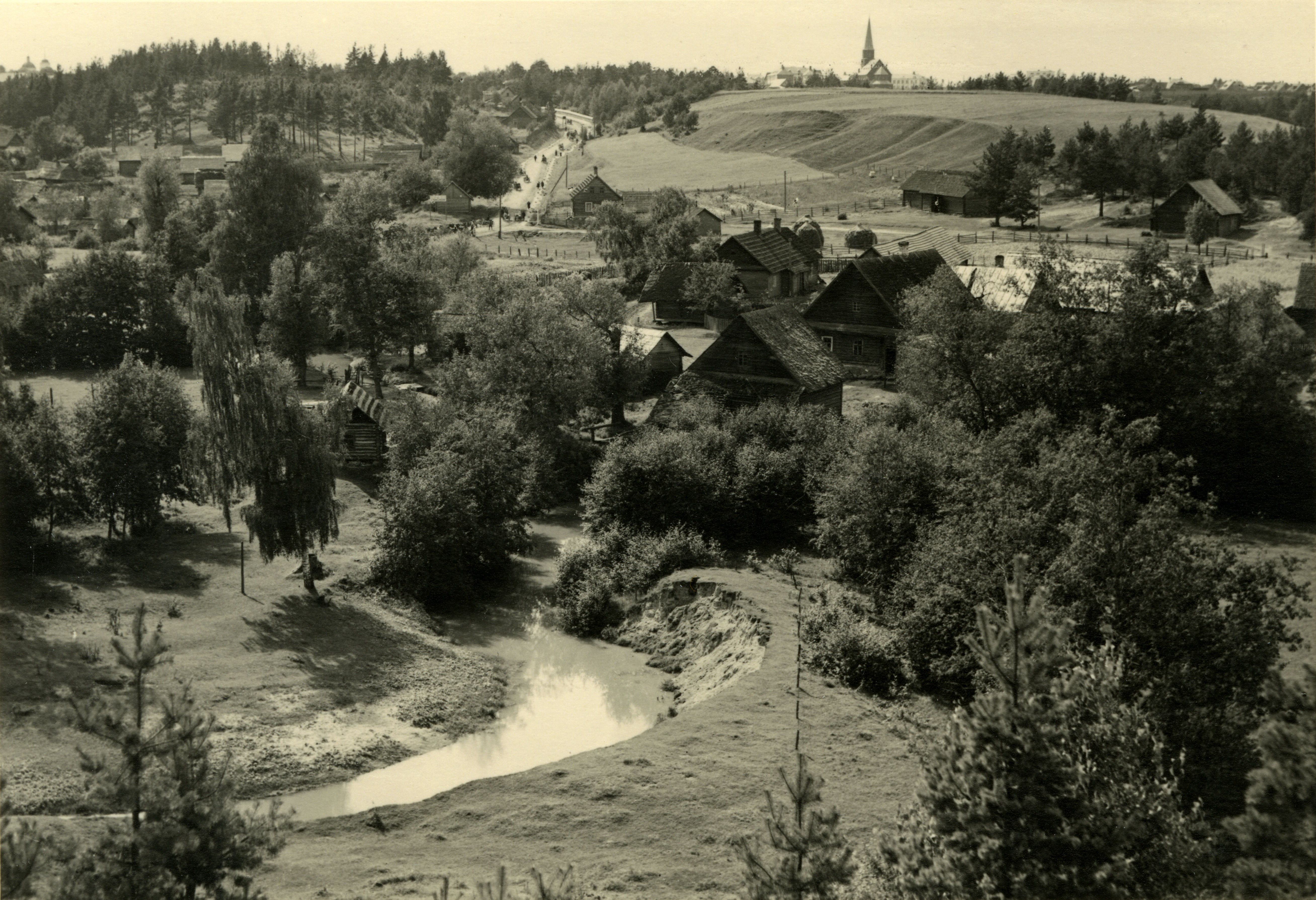
Долина реки Пачковка и окрестности Печор в 1930-х. На холме видна церковь Святого Петра
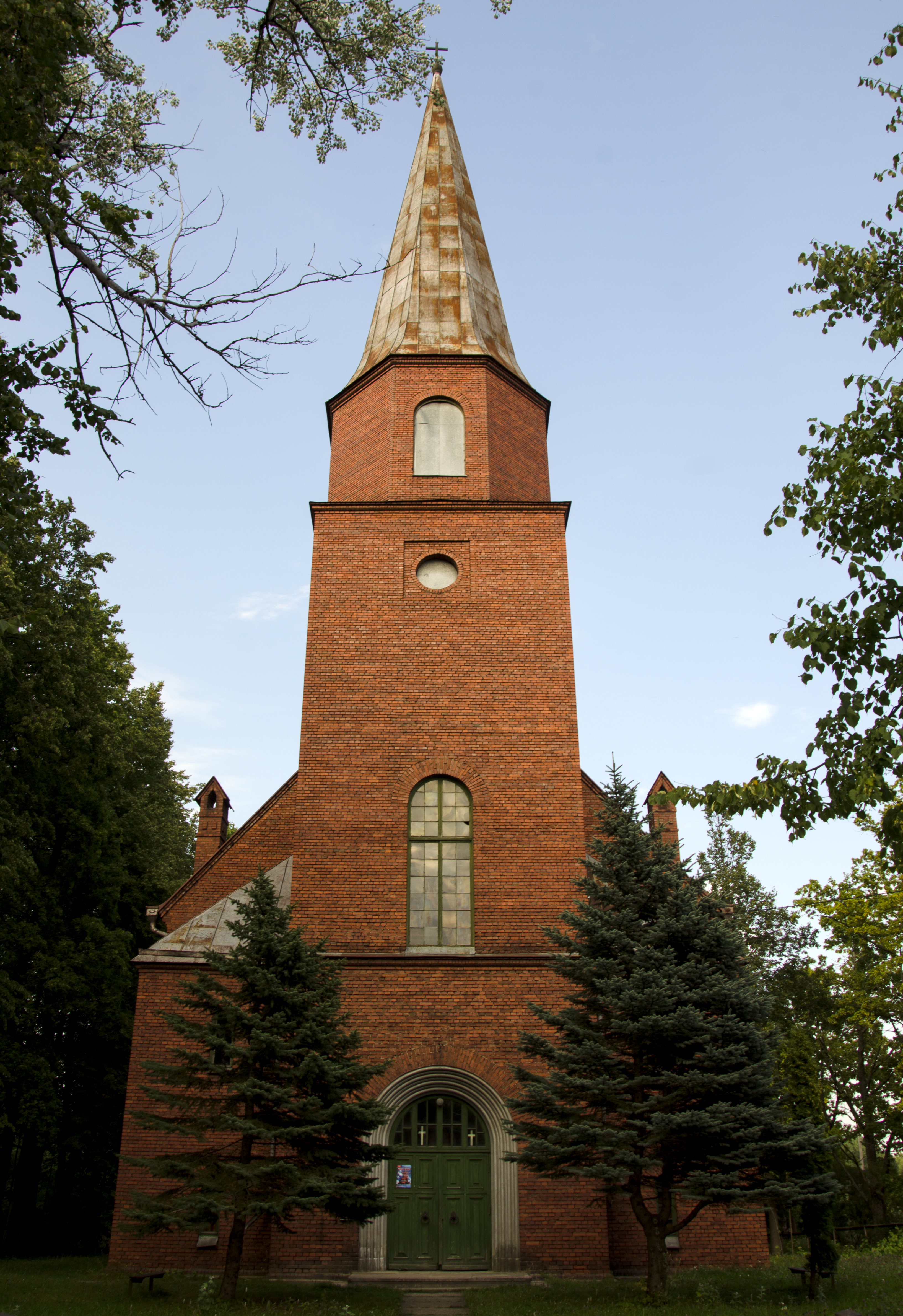
Церковь Святого Петра в 2015 году
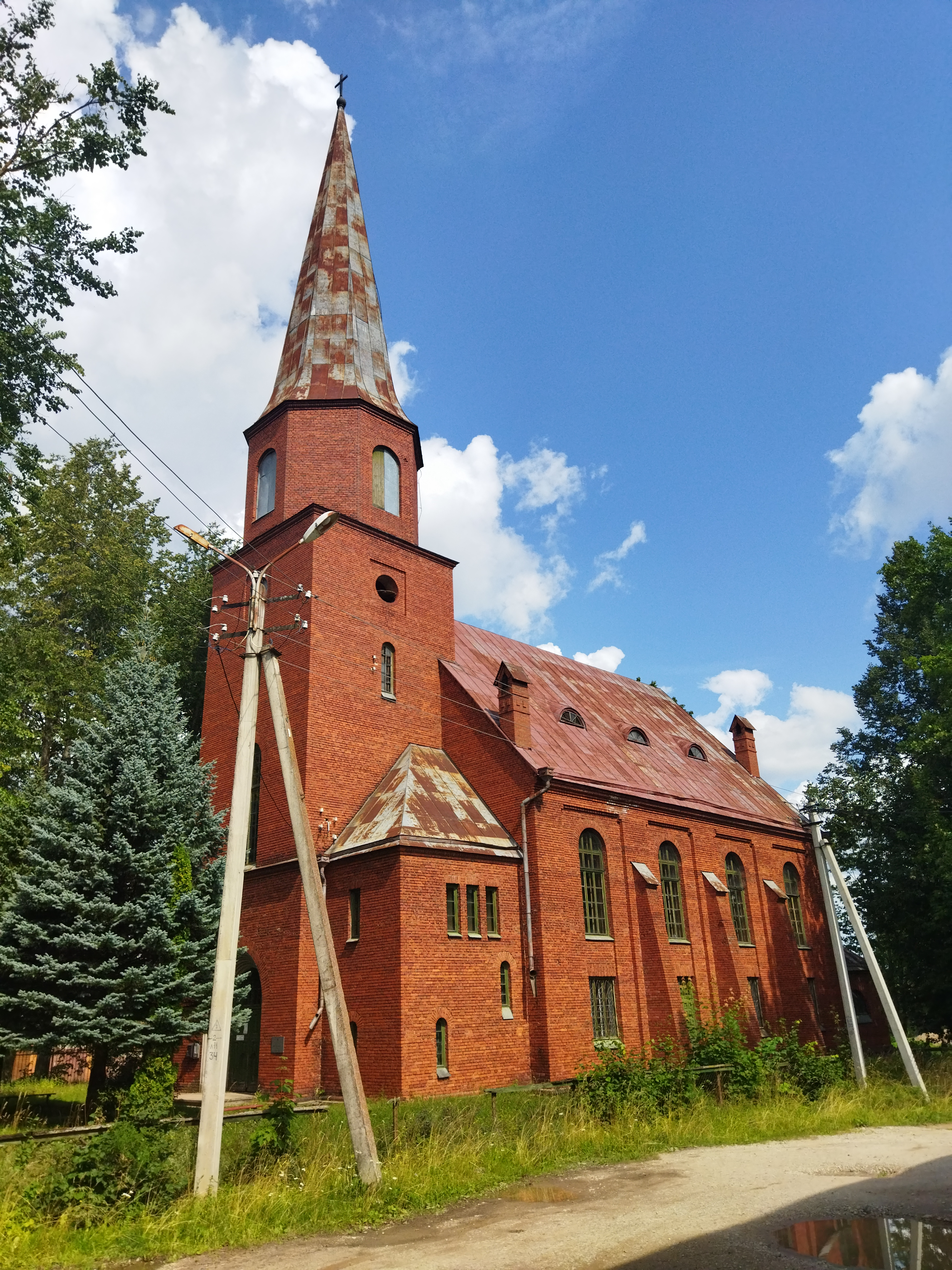
Церковь Святого Петра в 2024 году